# Jan Józef Kędzierski
Jan Józef Kędzierski (ur. 27 stycznia 1920 w Warszawie, zm. 14 listopada 1983 tamże) – polski działacz ruchu robotniczego.

## Życiorys

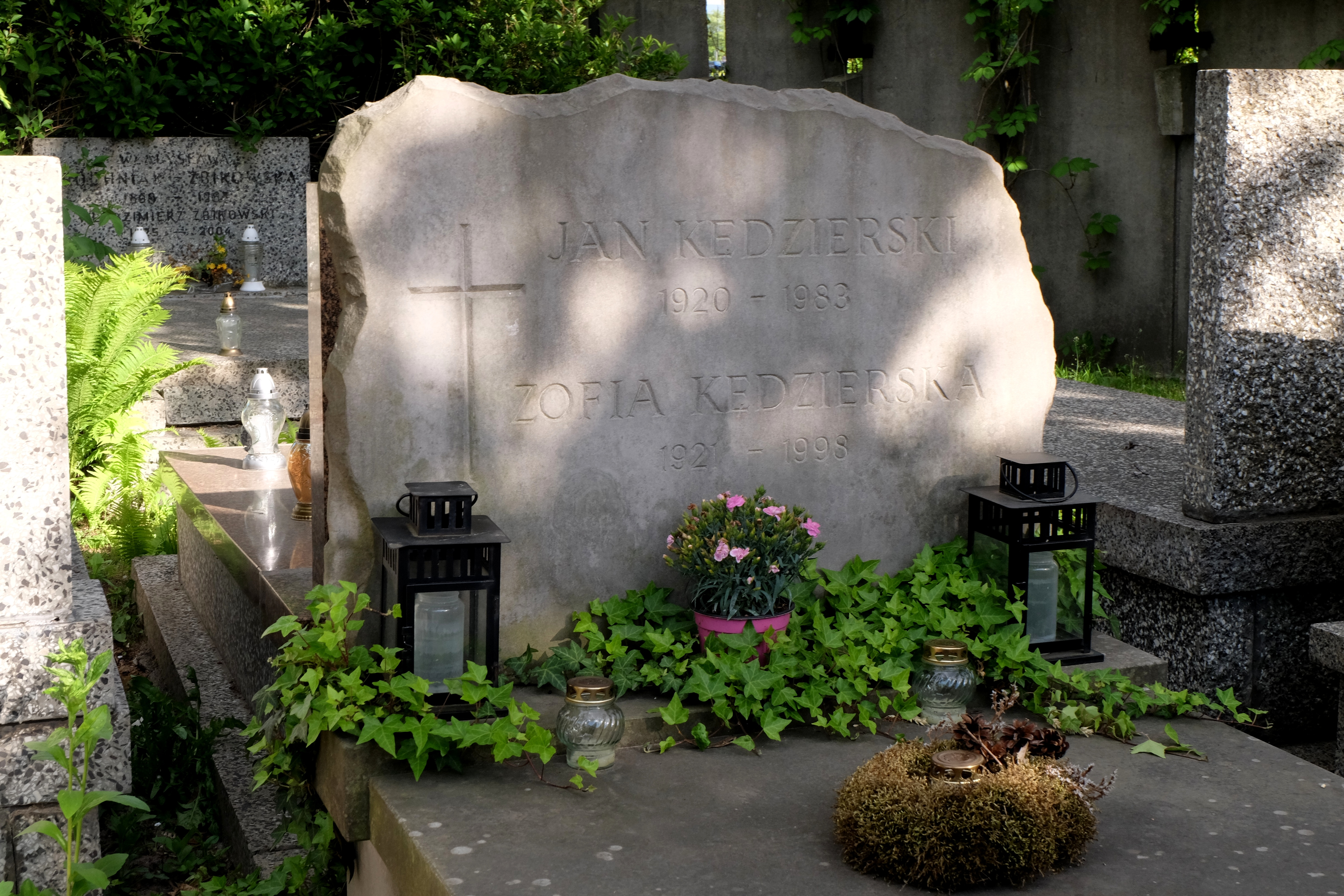
Grób Jana Józefa Kędzierskiego na Cmentarzu Wojskowym na Powązkach w Warszawie

Syn Jana. W 1934 ukończył szkołę powszechną, od 1935 praktykant ślusarski i ślusarz. W 1936 wstąpił do Komunistycznego Związku Młodzieży Polskiej na Woli, 12 I 1939 aresztowany za działalność komunistyczną i zwolniony pod nadzór policji, 21 IV 1939 uniewinniony przez sąd z braku dowodów. Podczas II wojny światowej od 1940 był ślusarzem-spawaczem w warsztacie samochodowym, od 1941 czeladnik i pracownik warsztatów głównych Miejskich Zakładów Komunikacyjnych. Od 1943 walczył w szeregach Gwardii Ludowej i Armii Ludowej w Okręgu Warszawa-Lewa Podmiejska, po 1945 pracował jako ślusarz, a następnie tramwajarz. Równocześnie organizował zarządy powiatowe i koła ZWM na Mazowszu. W 1949 znalazł się w szeregach Komitetu Centralnego Polskiej Zjednoczonej Partii Robotniczej, w 1951 został przez partię skierowany w charakterze słuchacza do Instytutu Kształcenia Kadr Naukowych (późniejszego Instytutu Nauk Społecznych przy Komitecie Centralnym PZPR). Po jego ukończeniu w 1954 został kierownikiem Wydziału Propagandy w Komitecie Warszawskim PZPR, rok później awansował na sekretarza tego wydziału. Od 1957 był pracownikiem Ministerstwa Spraw Wewnętrznych m.in. jako wicedyrektor departamentu. Swoje przeżycia zawarł w autobiografii „Miejsce urodzenia”. Laureat nagrody ministra kultury i sztuki (29 IV 1977) i nagrody tygodnika „Polityka” (1982). Został pochowany na Powązkach Wojskowych w Warszawie (kwatera D37-3-21). 
W uznaniu zasług został odznaczony Krzyżem Komandorskim Orderu Odrodzenia Polski i Orderem Sztandaru Pracy I klasy.